# Бенедикто, Лурдес
Лурдес Бенедикто (англ. Lourdes Benedicto, род. 12 ноября 1974) — американская телевизионная актриса.
Бенедикто впервые стала известна в конце девяностых благодаря второстепенной роли в телесериале «Полиция Нью-Йорка», а в 2000—2001 годах сыграла одну из основных ролей в недолго просуществовавшей прайм-тайм мыльной опере «Титаны». Также она известна благодаря своим регулярным ролям в телесериалах «Девять» (2006—2007) и «V» (2009—2010).
Бенедикто также имела заметные второстепенные роли в сериалах «Скорая помощь», «Бухта Доусона», «24 часа» и «Кашемировая мафия». Она родилась в Бруклине, Нью-Йорк и окончила Университет Карнеги — Меллон в Питтсбурге, штат Пенсильвания.

## Телевидение
- 1996—2000 — Полиция Нью-Йорка / NYPD Blue
- 2000—2001 — Титаны / Titans
- 2001 — Скорая помощь / ER
- 2001 — Бухта Доусона / Dawson’s Creek
- 2003 — 24 часа / 24
- 2006—2007 — / The Nine
- 2008 — / Cashmere Mafia
- 2009—2010 — V / V
- 2020 — Бесстыжие / Shameless — Таша